# Enrique Conrado Sieburger
Enrique Conrado Sieburger (1897-1965) fue un regatista argentino que ganó la medalla de plata en los Juegos Olímpicos de Londres 1948 en la clase R 6 metros con el yate Djinn y en equipo con su hermano Julio Christian Sieburger (56 años), su hijo Enrique Adolfo Sieburger (24 años), Emilio Homps, Rufino Rodríguez de la Torre (47 años) y Rodolfo Rivademar (20 años). Volvió a participar en los Juegos Olímpicos de Helsinki 1952, donde obtuvo diploma olímpico en la misma prueba y con el mismo yate.

## Medalla de plata en los Juegos Olímpicos de 1948

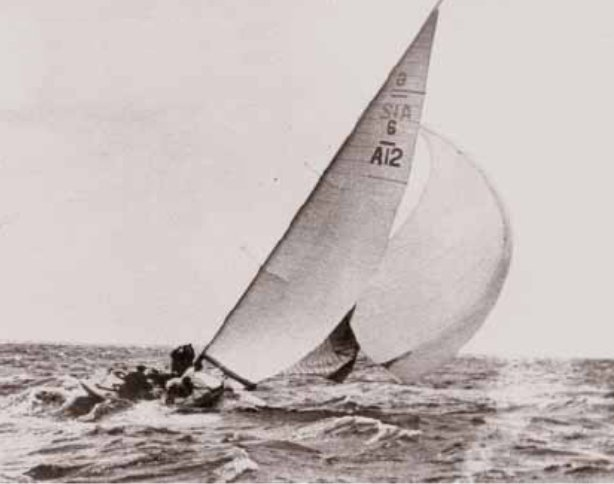
El Djinn, yate con el cual la tripulación argentina que integró Enrique Sieburger obtuvo la medalla de plata en los Juegos Olímpicos de Londres 1948, y diploma olímpico (5º) en los Juegos Olímpicos de Helsinki 1952.

En los Juegos Olímpicos de Londres 1948 el equipo de yachting argentino, integrado por Enrique Conrado Sieburger, su hermano Julio Sieburger (56 años), su hijo Enrique Adolfo Sieburger (24 años), Emilio Homps, Rufino Rodríguez de la Torre (47 años) y Rodolfo Rivademar (20 años), ganó la medalla de plata en la clase 6 metros, con el yate Djinn.
El Djinn, cuyo nombre obedecía a un geniecillo de las sagas nórdicas vikingas, había sido construido en 1938 en el Astillero Nevins Yard Inc. de City Island, en el Estado de Nueva York, de los Estados Unidos, y fue diseñado por Sparkman & Stephens, por encargo de Henry Sturgis Morgan. El Djinn había tenido un historial competitivo notable, ganando en 1938 la Roosevelt Memorial Cup y la Prince of Wales Cup, y en 1947 ganando la Seawanaka Cup en Escocia, integrando el equipo estadounidense. En 1948, ante la proximidad de los Juegos Olímpicos, Rufino Rodríguez de la Torre convence a la Marina Argentina de comprar el yate, abonando por el mismo 10 000 pesos moneda nacional. Simultáneamente la Marina compró también el Star Arcturus y, a través de la Escuela Naval el Dragón Pampero, buques con los que compitió el equipo argentino de yachting.
Se utilizó un sistema de competencia a siete regatas, atribuyendo puntos según la posición en cada una (al primero 1142 puntos y al décimo 142 puntos), descartándose la peor. En la primera regata los argentinos salieron terceros (665 pts), detrás de los belgas y los suizos, y seguidos por los estadounidenses. La segunda regata fue ganada por el equipo de Estados Unidos, mientras que un nuevo tercer puesto de los argentinos los colocó en la segunda posición en la general. En la tercera regata, nuevamente los estadounidenses salieron terceros y los argentinos terceros, pero un segundo puesto de los suecos, hizo que éstos se ubicaran segundos en la general, relegando a los argentinos al tercer lugar. La cuarta regata la ganaron los suecos, seguidos por los argentinos y los estadoundienses, manteniéndose las posiciones en la general. La quinta regata fue ganada por los argentinos, con los suecos terceros y los estadounidenses relegados al 8º lugar, pasando los sudamericanos a liderar la general, seguidos de cerca por los suecos. Una mala regata en la sexta para argentinos y suecos, permitió a los estadounidenses tomar el liderazgo en la tabla general. La última regata fue ganada por los argentinos, pero como los estadounidenses salieron segundos, se mantuvieron a la cabeza de la general, ganando la medalla de oro con 5472 puntos. Los argentinos ganaron la de plata con 5120 puntos y los suecos la de bronce con 4033 puntos.
Al terminar competencia Herman Whitton, integrante de la tripulación estadounidense ganadora de la medalla de oro, con un yate diez años más moderno (el Llanoria), se acercó a los argentinos y les dijo:

Los felicito, es increíble como hicieron caminar a este barco.

## Diploma olímpico en 1952
En los Juegos Olímpicos de Helsinki 1952, Enrique Conrado Sieburger, volvió a integrar la delegación olímpica de Argentina, saliendo quinto en la clase R 6 metros, otra vez con el yate Djinn, obteniendo diploma olímpico, integrando el equipo con Horacio Monti (40 años), Hércules Morini  (42 años), Rufino Rodríguez (51 años) y Werner von Foerster (55 años).
El equipo argentino disputó con el equipo sueco el cuarto lugar durante toda la competencia. Al largar la última regata los argentinos se encontraban en el puntaje general arriba de los suecos, por una diferencia mínima de 40 puntos. Por lo tanto el equipo que llegara antes, obtendría el cuarto lugar. Finalmente los suecos llegaron cuartos, sumando un puntaje total de 3773 puntos, y los arqentinos octavos, sumando 3393 puntos, que le dieron el quinto lugar en la general y el diploma olímpico.

## Relaciones familiares
Enrique Conrado Sieburger está relacionado familiarmente con varios regatistas destacados:
- Julio Christian Sieburger (n. 1892). Su hermano. Fue medallista de plata en los Juegos Olímpicos de Londres 1948.

- Carlos Sieburger (n. 1921). Su hijo. Participó en los Juegos Olímpicos de Roma 1960, donde terminó 4º.

- Enrique Adolfo Sieburger (n. 1924). Su hijo. Ganó con él la medalla de plata en los Juegos Olímpicos de Londres 1948. Participó también en los Juegos Olímpicos de Roma 1960, donde fue 4º.

- Jorge Alberto del Río Salas (n. 1918). Su yerno, casado con su hija Marylin Sieburger. Medallista de plata en los Juegos Olímpicos de Roma 1960. Participó también en los Juegos Olímpicos de Londres 1948 (donde fue 7º), Helsinki 1952 (donde terminó 4º) y Tokio 1964.

- Roberto Guillermo Sieburger (n. 1917). Su sobrino. Participó en cinco Juegos Olímpicos: Londres 1948 (donde fue 5º), Helsinki 1952 (donde terminó 4º), Roma 1960 (donde finalizó 4º), Tokio 1964 y México 1968.

- Sandro del Río Sieburger. Su nieto, hijo de Marylin Sieburger. Campeón argentino de la Clase Cadet y maratonista.